# Senaung
Senaung is een bestuurslaag in het regentschap Muaro Jambi van de provincie Jambi, Indonesië. Senaung telt 2525 inwoners (volkstelling 2010).